# Літтл-Сент-Джеймс (Американські Віргінські Острови)

Літтл-Сент-Джеймс — менший з двох островів на південний схід від регіону № 2 острова Сент-Томас

Літтл-Сент-Джеймс (англ. Little Saint James) — невеликий приватний острів, частина Американських Віргінських Островів; розташований на південний схід від острова Сент-Томас. Від 1998 року до своєї смерті 2019 року островом володів американський фінансист єврейського походження і сексуальний злочинець Джеффрі Епштайн. У ті часи острів неофіційно називали островом Епштайна.

## Географія
Літтл-Сент-Джеймс — невеликий острів площею 28—32 га. Розташований в Американських Віргінських Островах., на південний схід від острова Грейт-Сент-Джеймс. Обидва острови розташовані на південний схід від більшого острова Сент-Томас і належать до підокруги Іст-Енд.
Американські Віргінські Острови являють собою верхівки гір, що піднімаються з дна Карибського моря. Пасати (біля екватора переважають східні пасати) домінують у кліматі й місцевій погоді острова; узимку вітри сильніші, а опадів менше.

## Власність
Літтл-Сент-Джеймс — приватний острів. 1997 року він належав венчурному капіталісту Арчу Камміну, який виставив його на продаж за $10,5 млн. У квітні 1998 року компанія з назвою L.S.J. LLC придбала острів за $7,95 млн, і документи показують, що Джеффрі Епштайн був єдиним членом цієї компанії. 2019 року острів був оцінений у $63 874 223. Острів був головною резиденцією Епштайна, і він називав його «Little St. Jeff». Головний будинок на острові відновив Ед Таттл, дизайнер швейцарської компанії Aman Resorts. 2008 року маєток Епштайна обслуговувало 70 людей. За словами колишнього співробітника, Епштайн наполягав на обачності й конфіденційності з боку його робітників.
У березні 2022 року Літтл-Сент-Джеймс і сусідній Грейт-Сент-Джеймс виставлено на продаж за 125 млн доларів. Адвокат, що представляє інтереси Епштайна, заявив, що гроші, здобуті в продажі островів, будуть використані для врегулювання кількох позовів. Компанія Bespoke Real Estate, що спільно наглядає за продажем, заявила, що докладніша інформація про продаж островів доступна тільки для потенційних покупців.
У травні 2023 року мільярдер Стівен Декофф як власник фірми SD Investments оголосив про придбання островів Ґрейт-Сент-Джеймс і Літтл-Сент Джеймс за 60 млн доларів США.

## Будівлі
1997 року на острові були головний будинок, три гостьові котеджі, котедж сторожа, приватна система опріснення води, гелікоптерний майданчик і пристань. Крім того, на острові є будівля з синіми смугами, схожа на коробку, яка початово була увінчана золотою банею. Призначення цієї будівлі залишається незрозумілим, оскільки вона порушує планування музичного павільйону, подане до затвердження архітекторами Епштайна 2010 року. Початкова будівля мала фундамент восьмикутної форми, була прямокутна в розрізі й мала дві кімнати, що видавалися з зовнішніх стін. Вона була також набагато нижча а баня мала виступати з восьмикутника на дахи побічних будівель.